# Teispiden
Die Teispiden waren ein persisches Adelsgeschlecht von 550–522 v. Chr. Die beiden Vertreter, Kyros II., der sich selbst dem Geschlecht der Teispiden zurechnete, und sein Thronfolger Kambyses II., gelten als die ersten persischen Großkönige. Ihre Königslinie ging in die der Achaimeniden über, die Dareios I. begründete. Nachdem der letzte der Teispiden, Kambyses II., „eines eigenen Todes“ gestorben war (siehe dazu die Inschrift von Behistun, DB §11), folgte ihm Dareios auf den Thron. In derselben Inschrift proklamierte dieser, der rechtmäßige Thronerbe zu sein und gab verwandtschaftliche Beziehungen zwischen seiner und der Familie Kambyses’ an. Der Wahrheitsgehalt der Verwandtschaftsangaben wird in der Fachwelt jedoch stark in Frage gestellt. Vermutlich wurden sie zum Zweck der Legitimation der Herrschaftsnachfolge konstruiert oder zumindest stark ausgebaut.